# Mairie de Seinäjoki
La mairie de Seinäjoki (en finnois : Seinäjoen kaupungintalo) est le principal bâtiment administratif municipal de la ville de Seinäjoki en Finlande.

## Présentation
L'hôtel de ville fait partie du centre Aalto, un groupe de bâtiments publics conçus par Alvar Aalto qui est classé par la direction des musées de Finlande parmi les sites culturels construits d'intérêt national en Finlande..